# Stoom Stichting Nederland

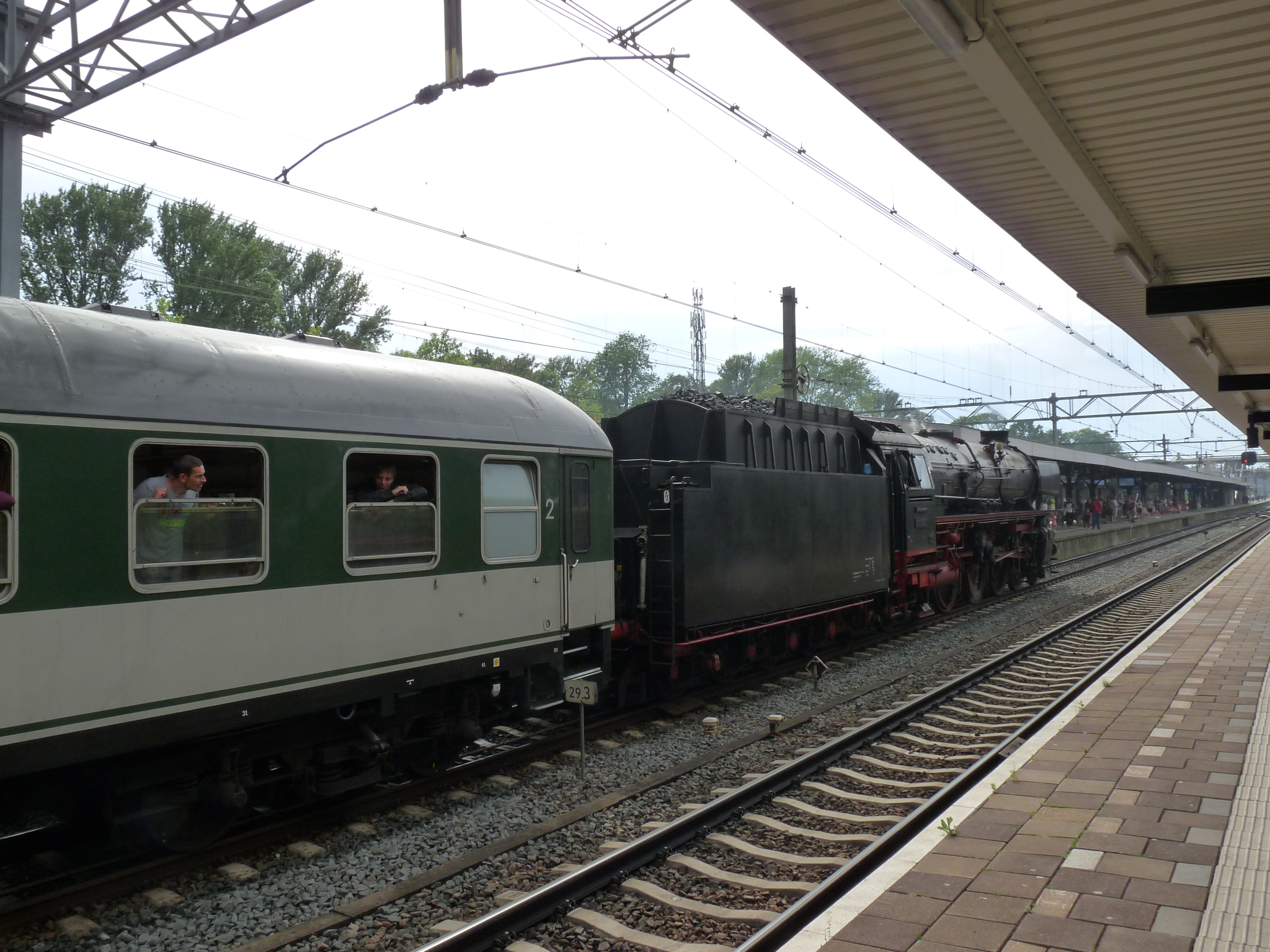
Historischer Zug der SSN mit einer Lokomotive der Baureihe 01 vor einem Schnellzugwagen in Pop-Lackierung

Die Stoom Stichting Nederland (SSN) ist ein Eisenbahnmuseum in Rotterdam in den Niederlanden, gegründet im Jahr 1976.
Zum SSN-Bahnbetriebswerk gehört ein Lokschuppen, in dem auch größere Reparaturen ausgeführt werden können.
Eine Drehscheibe, Bahnsteige und Lokomotivbehandlungsanlagen gehören zur Anlage. In dem Museum, dem Lokomotivschuppen, ist eine große Sammlung von Dampflokomotiven aus Deutschland und den Niederlanden zu sehen. Mehrfach im Jahr verkehren Sonderzüge mit Fahrzeugen des Museums in den ganzen Niederlanden, sind aber zum Teil auch in Deutschland zu sehen.
| Deutsche Lokomotiven        | Deutsche Lokomotiven | Deutsche Lokomotiven        | Deutsche Lokomotiven                                                      |
| Betriebsnummer              | Baujahr              | Hersteller                  | Status                                                                    |
| --------------------------- | -------------------- | --------------------------- | ------------------------------------------------------------------------- |
| 01 1075                     | 1940                 | Berliner Maschinenbau       | betriebsfähig, PZB90                                                      |
| 23 023                      | 1952                 | Arnold Jung Lokomotivfabrik | betriebsfähig                                                             |
| 41 105                      | 1939                 | Friedrich Krupp AG          | nicht betriebsfähig (1980–1991 betriebsfähig)                             |
| 50 1255                     | 1941                 | Arnold Jung Lokomotivfabrik | nicht betriebsfähig                                                       |
| 65 018                      | 1955                 | Krauss-Maffei               | betriebsfähig, vermietet an Veluwsche Stoomtrein Maatschappij             |
| Niederländische Lokomotiven |                      |                             |                                                                           |
| Betriebsnummer              | Baujahr              | Hersteller                  | Status                                                                    |
| 6326                        | 1914                 | Orenstein & Koppel          | betriebsfähige Dampfspeicherlok                                           |
| NS 8811                     | 1943                 | Hudswell Clarke             | betriebsfähige dreiachsige Rangiermaschine, Typ Hunslet Austerity 0-6-0ST |